# Palais Wenkheim
Pour le palais situé à Budapest, voir Palais Wenckheim.
 (août 2020).

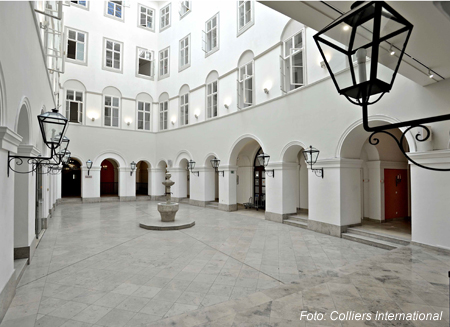
Cour intérieure du palais

Le Palais Wenkheim est un palais urbain situé dans le quartier viennois de Leopoldstadt. Il est situé au 23 Praterstrasse et est un bâtiment classé. 

## Histoire
La maison a été construite en 1835 par Karl Ehmann pour la comtesse Nora Wenkheim. En 1989/90, le toit a été agrandi et la cour couverte. L' Université Webster de Vienne y est installée depuis l'automne 2014 . 

## Architecture
La façade est classique et le bâtiment comprend une cour intérieure. 

## Voir également
- Palais Wenckheim à Budapest

## Liens web
- Université Webster - Palais Wenkheim

## Source de traduction
- (de) Cet article est partiellement ou en totalité issu de l’article de Wikipédia en allemand intitulé « Palais Wenkheim » (voir la liste des auteurs).